# Elias Leacock
Elias Leacock ist ein kanadischer Kinderdarsteller.

## Leben
Elias Leacock ist der Sohn des Schauspielers Viv Leacock und der kleine Bruder von Vienna Leacock. Sein Onkel ist der Schauspieler Richard Leacock. Er gab 2021 im Kurzfilm Good News, an der Seite seines Vaters, sein Schauspieldebüt. Der Film wurde unter anderen am 11. August 2021 auf dem Asian-American International Film and Video Festival und am 17. Oktober 2021 auf dem Viet Film Fest gezeigt. Im selben Jahr wirkte er in drei Episoden der Fernsehserie Lost in Space – Verschollen zwischen fremden Welten in der Rolle des Noah mit. Seit 2021 wirkt er in Fernsehserie Janette Oke: Die Coal Valley Saga in der Rolle des Cooper Canfield mit. Er ist Teil der Canfield-Familie, deren Familienoberhaupt von seinem Vater verkörpert wurde, während seine Serienschwester von seiner tatsächlichen Schwester Vienna gespielt wird. 2022 spielte er in zwei Episoden der Fernsehserie The Boys die Rolle des Marvin.

## Filmografie (Auswahl)
- 2021: Good News (Kurzfilm)
- 2021: Lost in Space – Verschollen zwischen fremden Welten (Lost in Space, Fernsehserie, 3 Episoden)
- seit 2021: Janette Oke: Die Coal Valley Saga (When Calls the Heart, Fernsehserie)
- 2022: The Boys (Fernsehserie, 2 Episoden)